# Rhizoecus distinctus
Rhizoecus distinctus är en insektsart som först beskrevs av Hambleton 1946.  Rhizoecus distinctus ingår i släktet Rhizoecus och familjen ullsköldlöss. Inga underarter finns listade i Catalogue of Life.